# Allgunnen (Hjälmseryds socken, Småland)
Allgunnen är en sjö i Sävsjö kommun och Växjö kommun i Småland och ingår i Lagans huvudavrinningsområde. Sjön är 30,4 meter djup, har en yta på 13,6 kvadratkilometer och är belägen 205 meter över havet. Vid västra sidan av sjöns norra ände ligger tätorten Rörvik. Vid sjöns södra ände ligger Aneboda socken och tätorten Björnö. Sjön avvattnas av vattendraget Lillån (Degerå). Vid provfiske har en stor mängd fiskarter fångats, bland annat abborre, bergsimpa, braxen och gädda.
Allgunnen sänktes på 1880-talet tillsammans med Hillen på 1880-talet med 1,2 meter genom att en 240 meter lång kanal grävdes i utloppet ned till Rydasjön.

## Delavrinningsområde
Allgunnen ingår i det delavrinningsområde (634642-142658) som SMHI kallar för Utloppet av Allgunnen. Avrinningsområdets medelhöjd är 216 meter över havet och ytan är 36,39 kvadratkilometer. Räknas de 8 delavrinningsområdena uppströms in blir den ackumulerade arean 158,55 kvadratkilometer. Lillån (Degerå) som avvattnar avrinningsområdet har biflödesordning 3, vilket innebär att vattnet flödar genom totalt 3 vattendrag innan det når havet efter 225 kilometer. Delavrinningsområdet består mestadels av skog (48 procent). Avrinningsområdet har 13,62 kvadratkilometer vattenytor vilket ger det en sjöprocent på 37,4 procent. Bebyggelsen i området täcker en yta av 0,44 kvadratkilometer eller 1 procent av avrinningsområdet.

## Fisk
Vid provfiske har följande fisk fångats i sjön:
- Abborre
- Bergsimpa
- Braxen
- Gädda
- Lake
- Löja
- Mört
- Sarv
- Sik
- Siklöja
- Sutare